# Comuna Valkî, Prîlukî
Valkî (în ucraineană Валки) este o comună în raionul Prîlukî, regiunea Cernihiv, Ucraina, formată din satele Borșna, Milkî și Valkî (reședința).

## Demografie
Componența lingvistică a comunei Valkî
     Ucraineană (97,56%)
     Rusă (2,2%)
     Alte limbi (0,16%)
Conform recensământului din 2001, majoritatea populației comunei Valkî era vorbitoare de ucraineană (97,56%), existând în minoritate și vorbitori de rusă (2,2%).